# Abraham Maslow
Abraham Harold Maslow (New York City, 1. travnja 1908. – Menlo Park, 8. lipnja 1970.) bio je američki psiholog.

## Životopis
Rođen je 1. travnja 1908. u New York Cityju. Otac mu je bio podrijetlom ruski Židov, koji se u mladosti preselio iz Kijeva u Ameriku. Abraham postiže između 1929. i 1931. godine naslov magistra znanosti. Pod vodstvom profesora Harryja F. Harlowa obranio je doktorsku disertaciju 1934. godine.
Nakon što je doktorirao postao je asistent profesoru Edwardu Thorndikeu. Nakon 18 mjeseci suradnje odlazi na Brooklyn Collegeu u New York Cityju te je tamo bio predavač psihologije 14 godina.
Od 1951. do 1969. na Sveučilištu Brandeisu kao nositelj katedre psihološkog odsjeka.
Umro je 8. lipnja 1970. godine od srčanog udara u Menlo Parku.

### Članci
- Puljić, Želimir. 1998. Abraham Harold Maslow: pokretač humanističkog pravca u psihologiji. Vrhbosnensia. Univerzitet u Sarajevu – Katolički bogoslovni fakultet. Sarajevo. 2 (1): 103–120